# NGC 814
NGC 814 è una piccola galassia lenticolare situata nella costellazione della Balena, a una distanza di circa 66 milioni di anni luce dalla nostra Via Lattea.

## Scoperta
La galassia è stata scoperta il 6 gennaio 1886 dall'astronomo statunitense Ormond Stone.